# Pomnik Ewakuacji Bojowników Getta Warszawskiego

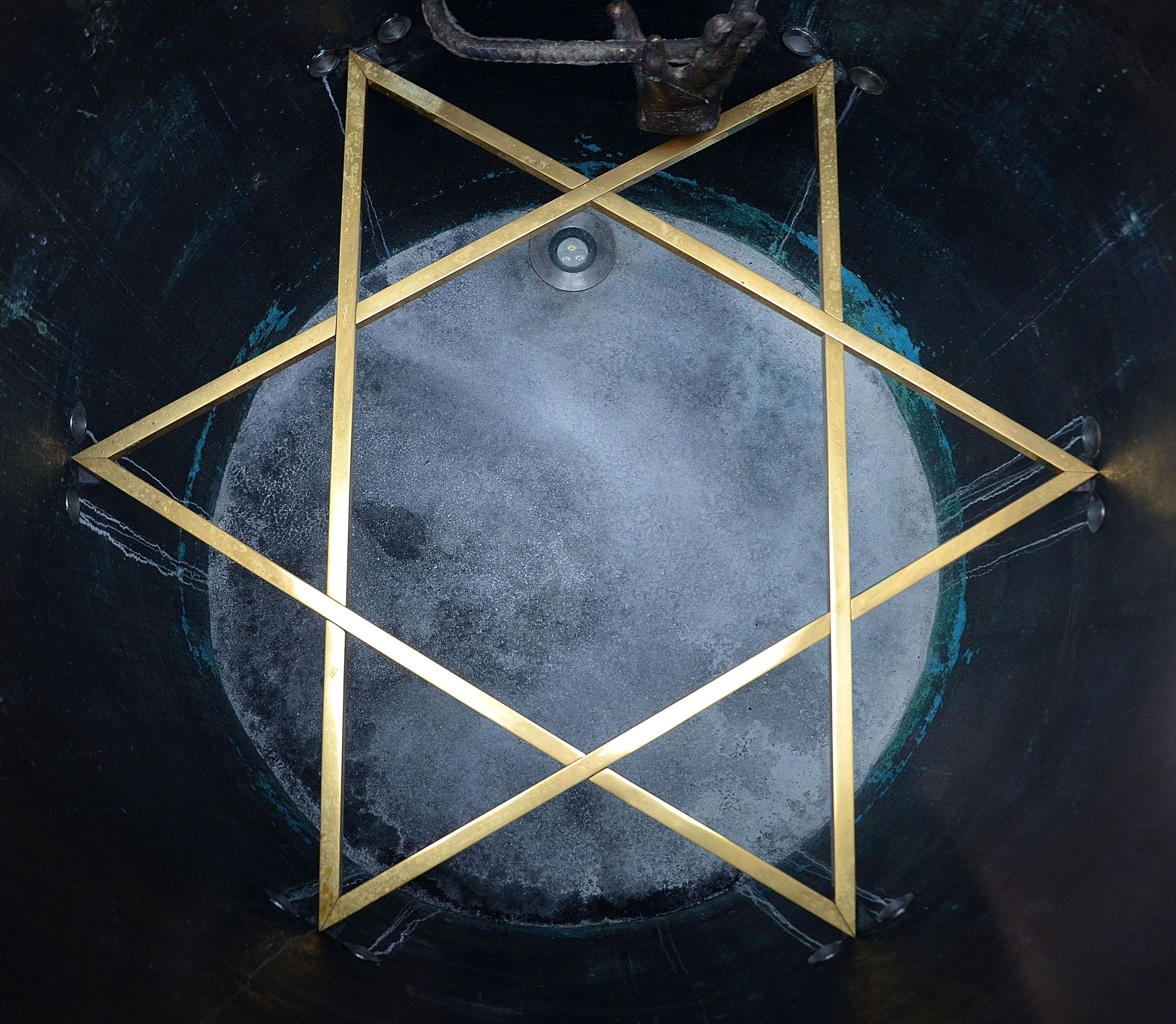
Gwiazda Dawida wewnątrz pomnika

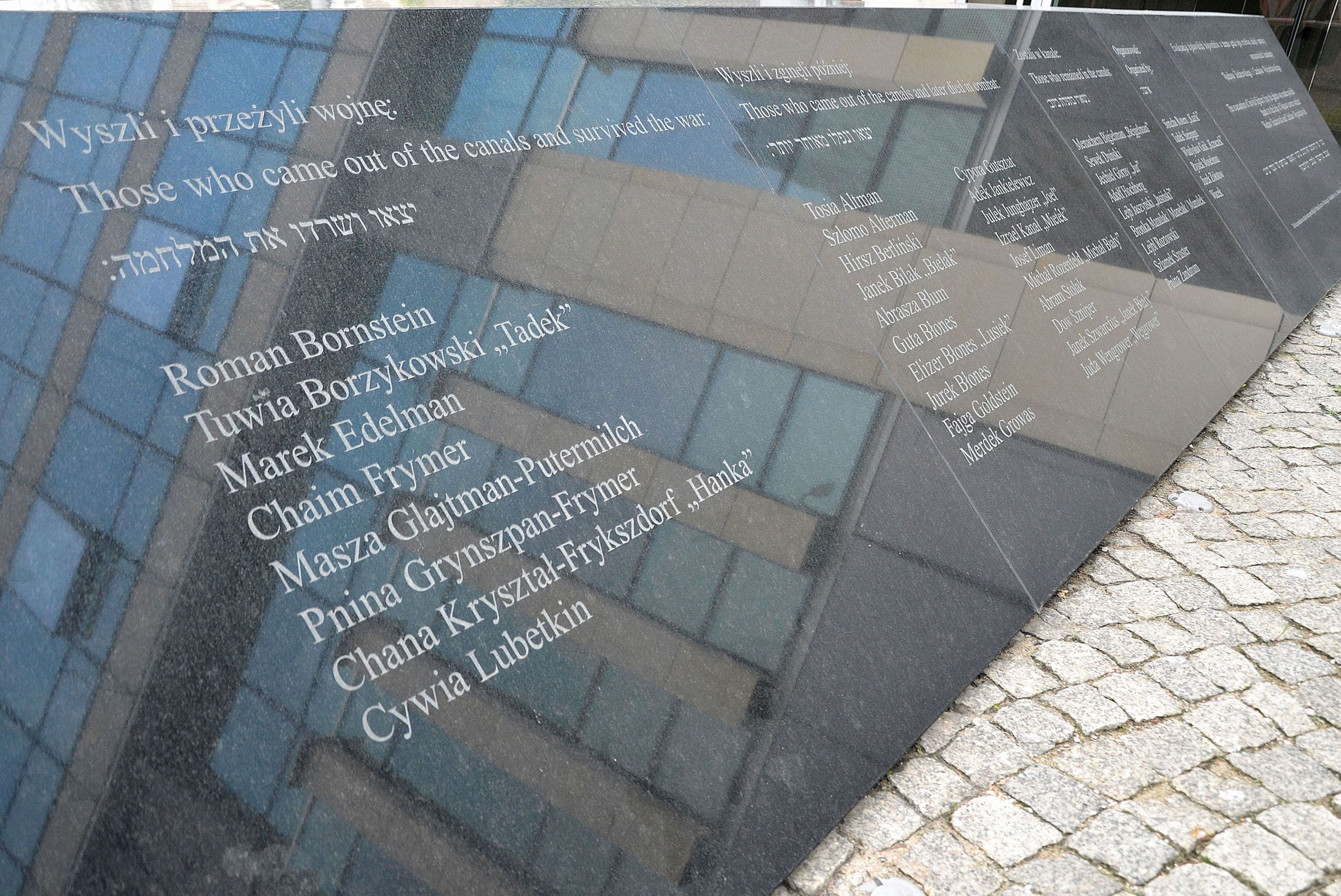
Tablice pamiątkowe

Pomnik Ewakuacji Bojowników Getta Warszawskiego – monument znajdujący się przy ul. Prostej 51 na warszawskiej Woli, upamiętniający ewakuację grupy żydowskich powstańców z warszawskiego getta na stronę „aryjską” w maju 1943.

## Historia
1 maja 1943 na polecenie dowództwa Żydowskiej Organizacji Bojowej Zygmunt Frydrych i Symcha Ratajzer-Rotem „Kazik” przedostali się na stronę „aryjską” w celu przygotowania ewakuacji pozostałych przy życiu żydowskich powstańców. 8 maja z pomocą dwóch polskich pracowników miejskich wodociągów Ratajzer wrócił kanałami do getta w poszukiwaniu ocalałych. W jednym z kanałów spotykał grupę ok. 10 bojowców, próbujących znaleźć drogę wyjścia z podpalonej przez Niemców dzielnicy zamkniętej. „Kazik” nakazał zebranie wszystkich pozostałych przy życiu powstańców i wspólną ewakuację kanałami. W zorganizowaniu akcji pomógł członek Gwardii Ludowej Władysław Gaik „Krzaczek”.
W nocy z 8 na 9 maja 1943 grupa kilkudziesięciu powstańców zeszła do kanału włazem znajdującym się przy ulicy Franciszkańskiej. Po kilku godzinach dotarli w umówione miejsce pod jeden z włazów prowadzących do kanału biegnącego pod ulicą Prostą. 9 maja ewakuacja okazała się niemożliwa, m.in. z powodu trudności ze zdobyciem środków transportu.
10 maja o godz. 10.00 w pobliże włazu podjechała ciężarówka wynajęta przez Władysława Gaika w firmie transportowej, rzekomo do przewozu mebli. Wycieńczeni żydowscy powstańcy na oczach przechodniów wydostali się z kanału. Nie wszyscy zostali jednak ewakuowani, ponieważ kilka osób odłączyło się od grupy i w chwili ewakuacji nie było ich przy umówionym włazie.
Auto z powstańcami odjechało w kierunku Łomianek.
Według niektórych źródeł, bojowcy spędzili w kanałach 48 godzin. Wśród uratowanych byli m.in. Cywia Lubetkin, Tosia Altman, Michał Rozenfeld i Marek Edelman.
Według relacji Symchy Ratajzera, właz do kanału znajdował się na ulicy Prostej, w odległości ok. 100 metrów od skrzyżowania z ulicą Żelazną. Zdaniem Marka Edelmana ciężarówka zatrzymała się „na zbiegu ulic Łuckiej, Prostej i Wroniej”.

## Opis
Autorami pomnika są architekci Konrad Kucza-Kuczyński i Jan Kucza-Kuczyński oraz rzeźbiarz Maksymilian Biskupski. Centralnym punktem założenia jest rzeźba, mająca formę odlanego z brązu, ściętego skośnie walca o wysokości ok. 2 metrów, symbolizującego wejście do kanału. Wewnątrz znajduje się wykonana z prętów Gwiazda Dawida, a na ścianie umieszczono metalowe stopnie, do których przytwierdzone są wyrzeźbione ludzkie dłonie. Kompozycję zamykają umieszczone ukośnie po obu stronach rzeźby tablice pamiątkowe wykonane z czarnego granitu. Na tablicach po prawej stronie widnieje napis w językach polskim, angielskim i hebrajskim o treści:

W tym miejscu, 10 maja 1943 r., Simcha Rotem-Ratajzer, pseudonim „Kazik”, uczestnik powstania, wyprowadził kanałami z płonącego getta ostatnią grupę około 40. powstańców Żydowskiej Organizacji Bojowej, którzy potem prowadzili walkę w oddziałach partyzanckich i w powstaniu warszawskim.
Niektórzy z nich przeżyli wojnę i mogli świadczyć o bohaterstwie warszawskiego getta.

Na tablicach po lewej stronie umieszczono nazwiska 37 żydowskich bojowców, których ewakuowano 10 maja 1943. Nazwiska podzielono na trzy grupy: tych, którzy wyszli z kanałów i przeżyli wojnę, tych, którzy wyszli i zginęli później, oraz tych, którzy zginęli w czasie ewakuacji. W ostatniej kolumnie umieszczono nazwiska osób – organizatorów akcji.
| Wyszli i przeżyli wojnę | Wyszli i zginęli później | Wyszli i zginęli później | Zostali w kanale | Organizowali                                                                                      |
| --- | --- | --- | --- | ------------------------------------------------------------------------------------------------- |
| Roman Bornstein Tuwia Borzykowski „Tadek" Marek Edelman Chaim Frymer Masza Glajtman-Putermilch Pnina Grynszpan-Frymer Chana Kryształ-Frykszdorf „Hanka” Cywia Lubetkin | Tosia Altman Szlomo Alterman Hirsz Berliński Janek Bilak „Bielak” Abrasza Blum Guta Błones Elizer Błones „Lusiek” Jurek Błones Fajga Goldstein Merdek Growas | Cypora Gutsztat Adek Jankielewicz Julek Junghajzer „Joel” Izrael Kanał „Mietek” Josef Liman Michał Rozenfeld „Michał Biały” Abram Stolak Dow Szniper Janek Szwarcfus „Janek Biały” Juda Wengrower „Węgrower” | Menachem Bigielman „Bejgelman” Sewek Duński Jechiel Górny „Jur” Adolf Hochberg Lejb Jaszyński „Jasiński” Bronka Manulak/Manelak/Manalek Lejb Roztowski Szlamek Szuster Pnina Zandman | Simcha Rotem „Kazik” Tadek Szejngut Władysław Gaik „Krzaczek” Rysiek Moselman Jurek Zołotow Wacek |

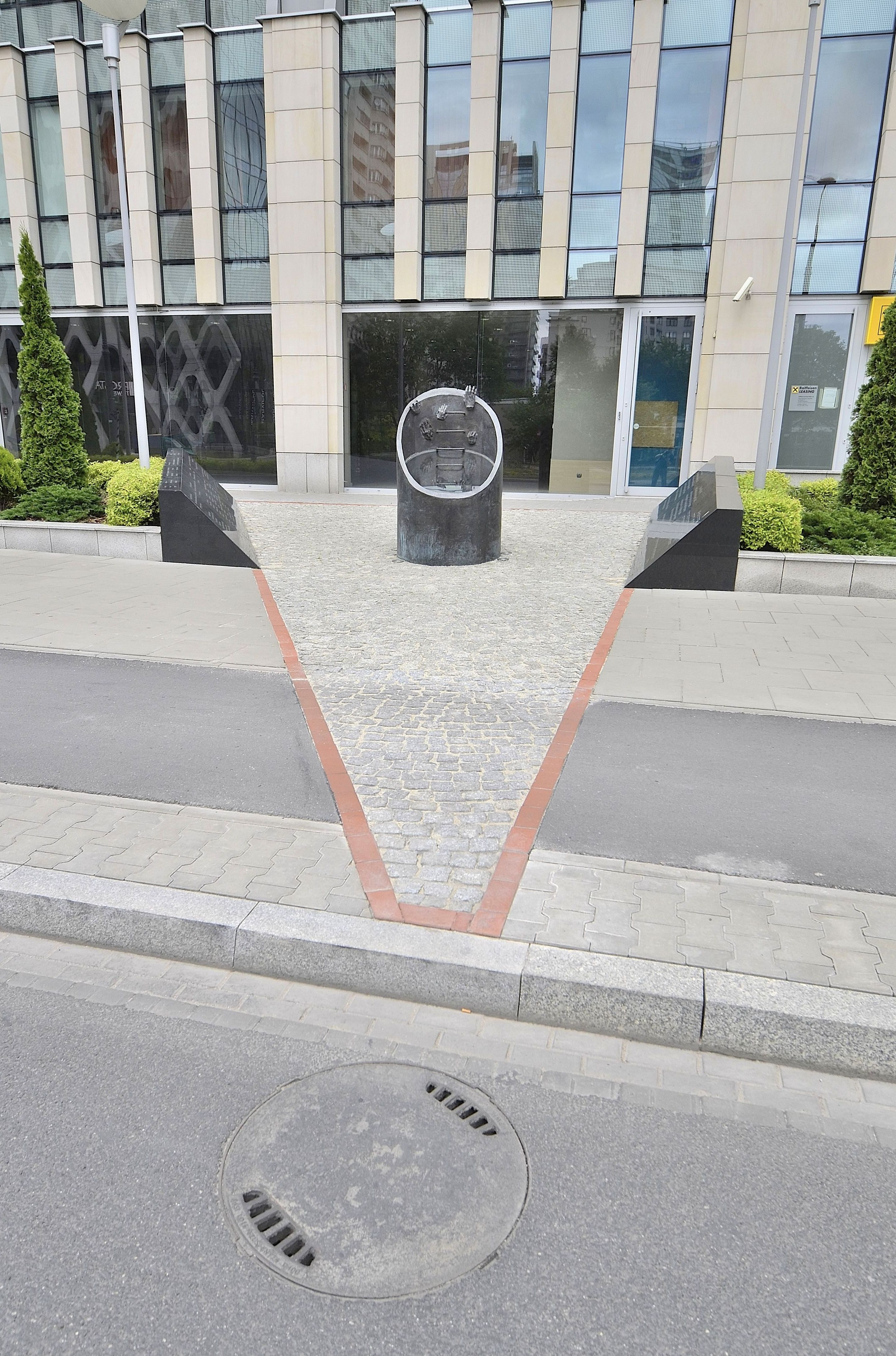
Linie prowadzące do włazu na ul. Prostej

Dla podkreślenia historycznego kontekstu miejsca zastosowano rozwiązanie architektoniczne analogiczne, jak w przypadku upamiętnienia z okresu powstania warszawskiego znajdującego się na placu Krasińskich w Warszawie: przedłużeniem osi tablic pamiątkowych są linie umieszczone na chodniku, zbiegające się przy włazie na jezdni ulicy Prostej, którym 10 maja 1943 wyszli z kanałów żydowscy bojowcy.
W uroczystości odsłonięcia pomnika 13 maja 2010, uczestniczyli ostatni żyjący uczestnicy wydarzeń z 1943 – Symcha Ratajzer-Rotem i Pnina Grynszpan-Frymer.
18 kwietnia 2013, w przeddzień 70. rocznicy powstania w getcie warszawskim, przy pomniku odsłonięto tablicę upamiętniającą kanalarzy Wacława Śledziewskiego i Czesława Wojciechowskiego.
Pomnik powstał z inicjatywy Stowarzyszenia Dokumentacji i Upowszechniania Dorobku Kultury Żydów Europy Środkowej i Wschodniej „Pamięć Diaspory”.